# Hitoshi Tomishima
Hitoshi Tomishima (jap. 冨嶋 均 Tomishima Hitoshi; ur. 1 czerwca 1964) – japoński piłkarz występujący na pozycji napastnika.

## Kariera klubowa
Od 1986 do 1995 roku występował w klubach Yokohama Flügels i Fukuoka Blux.